# Traverse Mountains
Die Traverse Mountains sind eine Gruppe nahezu eisfreier Berge von bis zu 1600 m Höhe im westlichen Palmerland auf der Antarktischen Halbinsel zwischen dem Eureka-Gletscher und dem Riley-Gletscher.
Zu ihnen gehören der McHugo Peak, Mount Noel, Mount Allan und Mount Eissinger. Erstmals fotografiert wurden sie vom US-amerikanischen Polarforscher Lincoln Ellsworth bei einem Überflug am 23. November 1935. Die Fotografien dienten als Grundlage für die kartografische Erfassung durch Ellsworth Landsmann, den Geographen W. L. G. Joerg. Teilnehmer der British Graham Land Expedition (1934–1937) unter der Leitung des australischen Polarforschers John Rymill nahmen 1936 eine erste geodätische Vermessung des Gebiets vor, die im Jahr 1948 durch den Falkland Islands Dependencies Survey wiederholt wurde. Die Berge erhielten ihren Namen dadurch, dass sie der British Graham Land Expedition als wichtige Landmarke für die Überfahrt (englisch: traverse) per Hundeschlitten vom Wordie-Schelfeis über den Eureka-Gletscher zum George-VI-Sund dienten.